# حبق وسط إفريقي
حبق وسط أفريقي أو نبتة النحاس أو زهرة النحاس (الاسم العلمي: Ocimum centraliafricanum) (بالإنجليزية: copper flower or copper plant)‏ هو نوع من النباتات يتبع جنس الحبق من الفصيلة الشفوية.
وهي نبتة معمرة تتواجد في وسط أفريقيا (زائير وتنزانيا وزامبيا وزيمبابوي). ومن المعروف عن التسامح مستويات عالية من النحاس في التربة، وحتى يستخدم من قبل الجيولوجيين التنقيب عن المعادن الثمينة.
تستطيع هذه النبتة على تحمل التربة مع تركيزات النحاس تصل إلى 15,000 جزء في المليون، والتربة مع تركيزات النيكل ما يقرب من 5000 جزء في المليون. سمي هذا النوع نسبةً إلى وسط أفريقيا.